# نئوکور گیمز
نئوکور گیمز (انگلیسی: NeocoreGames) شرکت بازی ویدئویی مجارستانی است، که در سال ۲۰۰۵ تأسیس شد.